# 健康づくり
健康づくり（けんこうづくり、Health promotion）、ヘルスプロモーションは、世界保健機関の提唱する、人々が健康を管理し、より健康にすごせる可能性を模索する方法である。アメリカ合衆国では、健康づくりはより狭義に「適正な健康状態の獲得を目的とした、生活様式の改変を支援する科学と技術」であると考えられている
世界保健機関による健康づくりの定義のドラフト会議の記録は、健康づくりの精神と意義、挑戦を巧みに表現している。以下は、冒頭部分の引用である。
| 「 | 健康づくりには、健康づくりと生活様式・生活環境の改善とを、一元化した発想が必要である。健康づくりは、人々と環境との仲介的戦略を採用し、また健全な未来に向けて、個人の選択と社会的義務を統合する。 健康の源は収入、住居、そして食糧にある。健康の増進には、これらの基礎を支える強固な基盤が必要である。また、情報と生活技能、健康をつかむための機会、物品、設備、施設をもたらす支援環境、そして経済的物理的社会的文化的「総合的」環境も重要である。 人々と環境の関連は、健康への社会経済的アプローチの基本であり、これこそ本会議の概念的枠組みである。本会議では、健康づくりの精神、目的とする領域、開発の優先順位、そして健康づくりの抱えるジレンマの4つのテーマを議題とする。 | 」 |

## 背景
健康づくりの考え方は、19世紀から20世紀にかけて社会のありかたの変化や個人という概念の台頭、そしてさまざまな医学的発見に影響され、揺れ動きつつ、現在あるような考え方へと収束していった。

### 産業革命の影響

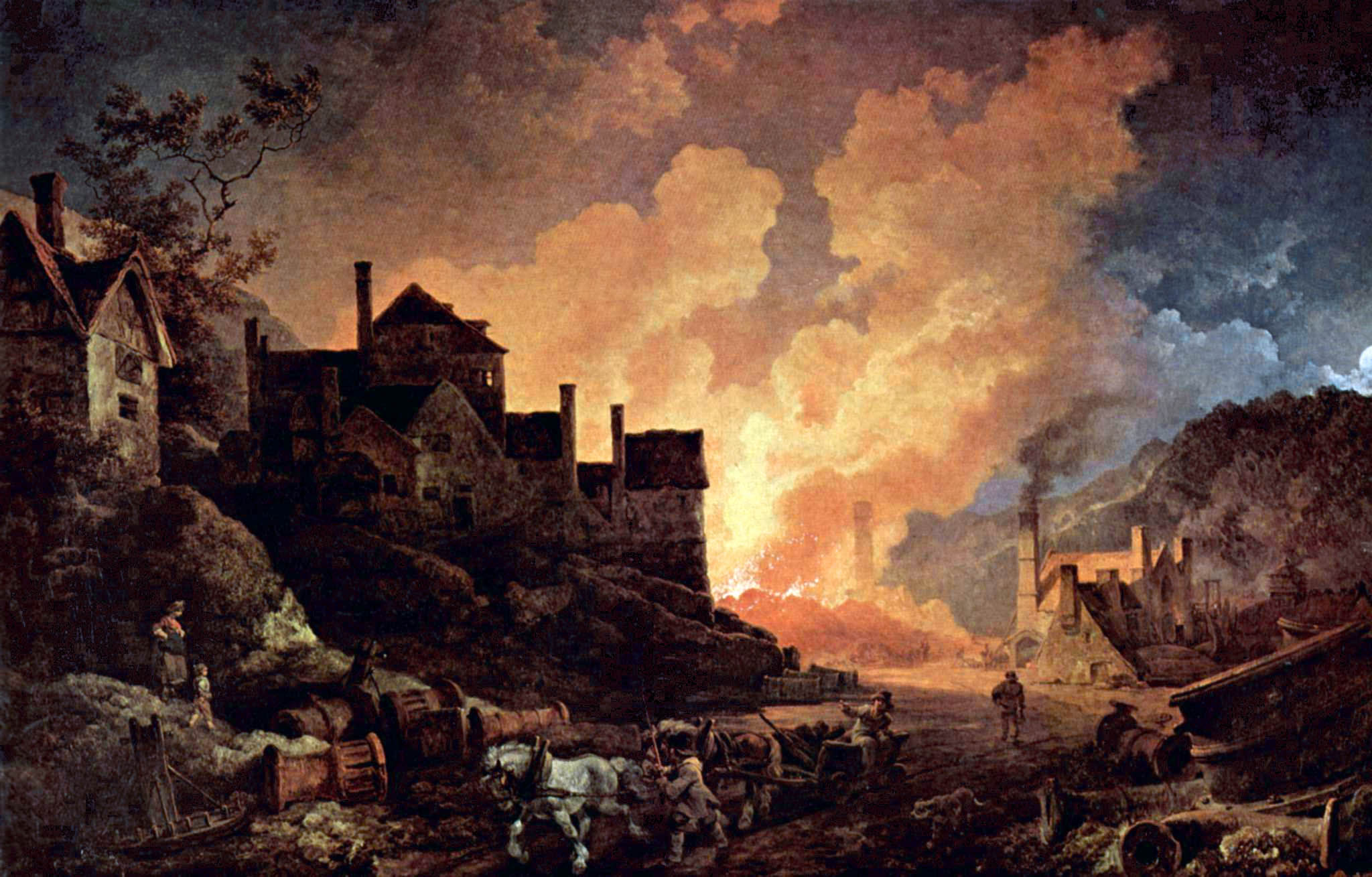
Coalbrookdale at night, 1801
Artist: Philipp Jakob Loutherbourg the Younger

健康づくりの考え方の発祥は、19世紀の公衆衛生の先駆者の仕事にまで、さかのぼる。19世紀のイギリスでは、産業革命の影響を受け、大きな街の労働者には、貧困と過酷な労働状況、劣悪な生活環境と、いくつもの重荷が背負わされていた。この恐るべき社会的状況は、必然的にいくつかの社会的課題へと帰結した。その一つが、コレラ、インフルエンザなど感染性疾病の大流行である。疾病は、市民にあまねく広がり、社会の安定への脅威となった。
エドウィン・チャドウィックやトマス・サウスウッド・スミスのような改革者たちは、地方自治体の改革を通じた社会状況の改善を強く訴えた。1875年に彼らの訴えは一つの法令に結実する。都市の水道供給、下水処理、動物処理の管理について定めた公衆衛生法令（en:Public Health Act of 1875）の採択である。法令に基づいた環境の整備は、感染性疾病の減少に大きな影響を及ぼした。トマス・マキューンが考察したように、これは、臨床医学が感染症の病原体や抗菌薬を発見するよりずっと前の出来事であった。

### 医学的発見の影響
19世紀の後半までに、疾患の流行による脅威はいくぶんか低下することとなった。また数多くの医学的発見は人間の生物医学的な性質を明らかにしつつあった。また個人のありかたも時代とともに変化し、健康づくりの考え方は、環境的な手段から、個人教育に焦点が絞られるようになり始めた。健康づくりはやがて、この教育的な手法へ偏るようになった。教育的な健康づくりは、次第に心臓病の予防、がんの予防、高血圧の予防、糖尿病の予防と健康を脅かす多くの疾患の一つ一つの予防を重視する風潮へと発展していくこととなる。また、情報キャンペーンや、より病気になりやすい人を特定し、予防する手法なども、広まっていった。

### ラロンド・レポートによる展望
しかし、 社会環境から健康づくりを支援するという考え方は、下火となることはあっても、途絶えることはなかった。1974年には、当時すでに世界的となっていた教育的な健康づくりと、 社会環境の改善を基盤とした健康づくりとを統合するきっかけとなる報告が、カナダから発信された。それがカナダの厚生大臣マルク・ラロンドによる「死亡と疾患の大きな原因は、生物医学的な特性にあるのでは無く、環境的な要因、個人の行動、そして生活様式にある」という報告である。この報告は、ややもすれば個人へと偏りがちだった健康づくりの視点を、人々と環境の両方へ向けさせる上で、大きな役割を果たした。この流れを汲み1986年に世界保健機関は、カナダのオタワにて第1回健康づくり国際会議を開催することとなった。

### 健康づくり国際会議
1986年11月26日、ラロンド・レポートにより流れ始めた新たなる公衆衛生の潮流への高まる期待に対する回答として、カナダのオタワ市にて第1回健康づくり国際会議が開催された。ここで採択された健康づくりのためのオタワ憲章では、2000年までにすべての人が健康を獲得することを目標として、保健政策や支援環境といった、健康づくりを構成する考え方が提示され、健康に影響を与える要素を包括的に管理する視点と方法が示された。またオタワ憲章のシンボルマークも作成され、これは現在に至るまで世界保健機関の提唱する健康づくりの象徴として扱われている。
健康づくり国際会議では、回を重ねる度に、オタワ憲章の考え方が強調されており、また1997年の第4回以降は健康の（社会的）決定要因への取り組みの重要性が訴えられている。

## 健康づくりを構成する考え方
健康づくりは、さまざまな概念から構成されているが、大きく分けて、健康の前提条件、3つの基本戦略、5つの活動領域から説明されている。健康づくりのためのオタワ憲章に示された考え方・方法は、当初の目標であった2000年以降の世界情勢の変化、新たなる知見・研究結果などを踏まえた2005年の国際会議においても推進はされても、否定はされていない。

### 健康の前提条件
健康の前提条件は、健康の基本となる状況と資源であり、それは以下からなる。
1. 平和
2. 住居
3. 教育
4. 食糧
5. 収入
6. 安定した環境
7. 持続可能な資源
8. 社会的公正と公平

これら健康の前提条件は、1998年に健康の社会的決定要因として整理された。

### 基本戦略
1. 推奨する: 健康の利点を明らかにすることで、健康的な環境の創造を推進する
2. 可能にする: 健康のための機会や資源を確保することで、健康面での潜在能力を引き出せるようにする
3. 調停する: 健康の追求において利害関係の対立する立場を仲立ちし、健康づくりにむけた妥協点を模索する

健康づくりのための基本戦略は、現地における実際のニーズや実現の可能性から、それぞれの社会、文化、経済までを配慮し、適用される。

### 活動領域
1. 保健政策の制定
2. 支援環境の整備
3. 地域活動の強化
4. 情報スキルと教育スキルを介した個人スキルの開発
5. 疾病の予防と健康づくりのための医療の再設定

保健政策については保健政策についてのアデレード勧告において、支援環境の整備については健康の支援環境についてのスンツバル声明において、より深く掘り下げられている。

## 健康づくりと関連する考え方
健康づくりをよりよく理解するために、関連する考え方のいくつかを紹介する。これらのいくつかは、健康づくりと直接の関連があるわけではないが、健康づくりを理解するうえで有用である。

### 健康の社会的決定要因
健康の社会的決定要因は、人々の健康を規定する経済的社会的状況である。疾病は一般に、社会的経済的政治的環境的な状況に関連しており、これらへの取り組みを通して健康づくりを推進しようという働きかけがある。
健康の社会的決定要因が示唆するものは、個人の健康は、個人では管理できない状況に左右されている、ということである。これは世界保健機関による健康の定義にも合致する理念である。

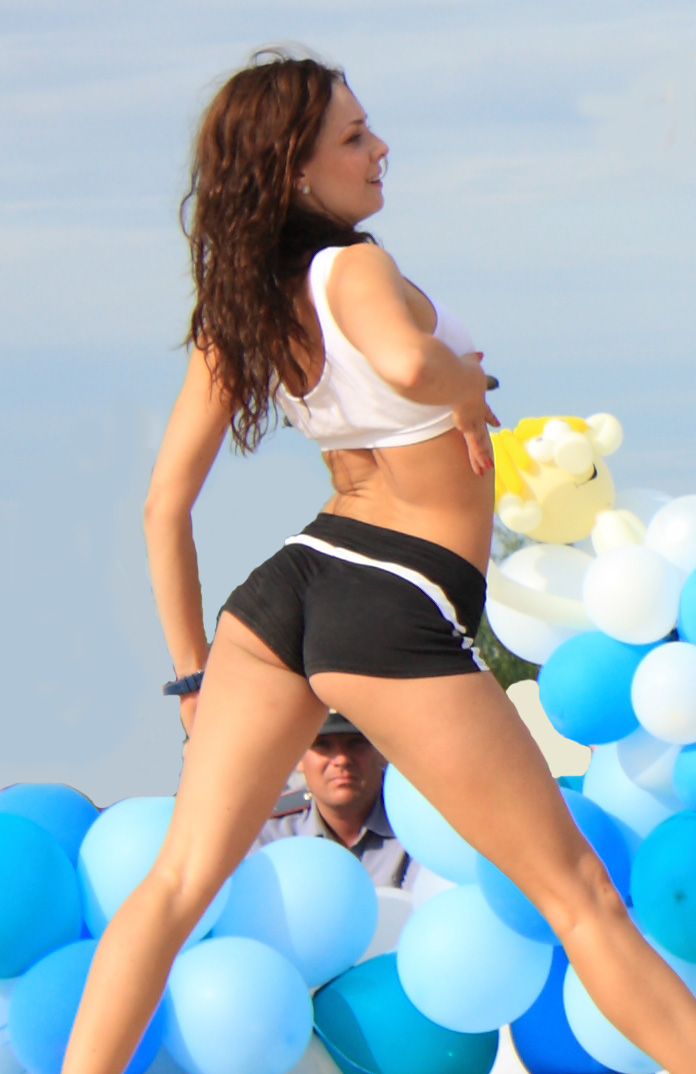
健康的になるためにフィットネスを行う人もいる。

1997年健康づくりを21世紀へと誘うジャカルタ宣言にて健康の決定要因の重要性が強調されると、1998年マイケル・マーモットとリチャード・ウィルキンソンらによる知見の整理により、健康と社会とを結びつける現実的かつ政策的な概念として成熟した。

### 限りある資源
開発途上国においては、資源・医療資源の不足については、議論の余地はないであろう。健康づくりとは、医療資源の不足している、開発途上国に固有の課題であるという認識を、誤解であると強調するために、よく引用される。
健康づくりのためのオタワ憲章では、健康の前提条件の1つに持続可能な資源を挙げている。健康づくりのためのバンコク憲章健康づくりの戦略の1つに、健康の決定要因を管理するための持続可能な政策を挙げている。

### 医療反比例の法則
医療反比例の法則(en:Inverse care law)とは、医療の入手可能性（供給）とニーズ（需要）が反比例することを、法則として示した。医療反比例の法則は、医療が市場の力学にさらされると、最もよく機能する。医療の市場分布は社会から取り残され、原始的で時代遅れとなっており、その結果、医療資源の不適正配分が生じている。

### 上流に注意を払え！
公衆衛生では、疾病の管理と対策において、水難事故と比較することで、どこに注意を払うべきかを考察することがある。
ふと、流れの速い川の岸に立っていると、溺れている人の叫び声が聞こえてきました。そこで、私は川に飛び込み、彼に手を差し伸べ、岸まであげて、人工呼吸を施しました。溺れた人が息を吹き返すと、また助けを求める叫び声が聞こえてきました。再び、私は川に飛び込み、彼に手を差し伸べ、岸まであげて、人工呼吸を施しました。溺れた人が息を吹き返すと、また助けを求める叫び声が聞こえてきました。もちろん選択肢はありません。私は川に飛び込み、この繰り返しは果てしなく続きました。私は、川に飛び込み、彼らを岸にあげて、人工呼吸を施すだけで、精一杯でした。分かってください。 私には、上流に分け入って、どんな地獄が彼らを川に落としているのかを確認する時間なんてなかったのです。
この考え方のポイントは以下の2つである。
1. 現在の医療は下流で努力している
2. 本当の課題は上流にある

より具体的な表現として、以下の標語を好む人も多い。
健康的な選択を、よりやさしい選択に
またカナダ保健省は検証に基づいた選択が重要であり、上流であればよい、というのは妄信であるとしている。

### 健康格差
健康格差は人種や民族、社会経済的地位による健康と医療の質の格差である。
偶然や生物学的要因（年齢、性別、遺伝）による集団の健康のばらつきとの違いを強調して、「回避可能で不必要で不公平で不公正な健康のばらつきである」とする定義もある。より積極的に偶然や生物学的要因との違いを強調して、「経済格差と健康格差は、税制、事業規制、福祉給付、医療財源といった課題において、社会によりなされた決定による結果である」とする主張もある。
健康格差は、3つの領域から生じていることが認められている。
1. 疾病の発生頻度の格差
2. 医療へのアクセス（近接）の格差
3. 医療の質の格差

2000年の健康づくりのためのメキシコ声明では、国内と国際の両方における格差への取り組みの重要性が強調された。

### 犠牲者非難
健康の社会的決定要因が明らかになるにつれ、疾病の原因は、個人のみにあるのではないということが明らかとなってきている。疾病を抱えた人々（犠牲者）を「疾病の原因のすべては、あなた自身にある」と責めることは、疾病による苦痛を軽減しないだけではなく、不当な非難による精神的な苦痛を上乗せすることとなる。犠牲者非難とは、このような観点から、限りある資源の浪費と疾病による苦痛の多層化を生むと考えられている。また、犠牲者非難は、新たなる疾病の発生頻度には、影響をもたらさない。

### 共通のリスク・ファクター手法
いくつかの蔓延している疾病（肥満、糖尿病、高血圧など）には、共通の原因などが関連している。この共通する原因を中心として、情報キャンペーンの展開や環境の整備を推進することで、健康づくりを実現する手法が、共通のリスク・ファクター手法である。この手法を利用することで、たくさんの、そしてばらばらの支援活動における努力の重複や情報の矛盾を防ぎ、限りある資源を有効的に健康づくりへと生かすことができるとされる。また、このリスク・ファクターには、運動不足や喫煙、脂肪分が過剰で繊維質の不足した食習慣、身体の清潔といったものがあげられている。
健康の社会的決定要因が明らかになるにつれ、疾病ごとの対策ではなく、一元化した対策の重要性がよりいっそう強調されてきている。

### 協働
オタワ憲章にあるように、地域の関与は、健康づくりの基本的な要素である。保健課題の認識から変化を起こす方法まで、全ての面で、地域社会が中心となっていることが重要である。また、広く様々に横たわっている健康の社会的決定要因を認識し、それに焦点を絞り、協働することが、健康づくりの鍵となる要素である。社会の多くの部門、例えば、政府省庁、教育、農業、医療、ボランティア活動の全てが、健康に大きな影響を及ぼす。

### ポピュレーション・アプローチ
疾病の発生が、母集団全体に分布する場合、重症は母集団の一部に集中し、軽症もしくは中等度の症状は母集団に幅広く発生することがある。実際にいくつかの疾病の重症度はこのように分布することが知られている。このような疾病に対する取り組みとしては、その疾病になる可能性の高いと疑われうる一部の集団を選択し、その集団に予防手段を講じるという考え方（ターゲッティド・ポピュレーション・アプローチ）と、母集団全体に予防手段を講じるという考え方（ホール・ポピュレーション・アプローチ）が状況に応じて正当化されてきている。
健康づくりにおいては、母集団から幅広く発生する軽症もしくは中等度の症状の存在は、軽視できない、という状況から、ホール・ポピュレーション・アプローチにのっとり、対策が講じられることが多い。ただし資源が不足しているという状況から、ターゲッテド・ポピュレーションアプローチが選択されることもある。

### ライフ・コース分析
ライフ・コース分析とは、健康における生物学的リスクが、人生を通して慢性疾病進行は経済的社会的心理的因子と互いに影響しているという、複雑な方法による分析を基礎としている。
健康と関連して人生には以下のような臨界期があるとされている。
1. 小学校から中学校への移行
2. 学校の試験
3. 労働市場への参加
4. 親との別居
5. 自宅の創設
6. 親への移行
7. 仕事の不安、変容、喪失
8. 労働市場からの退場

ライフ・コース分析の視点は、社会的状況、そして人生を通した人々と環境との相互作用を強調する。

### 健康権
1980年代以降、健康と人権の関連が明らかになるにつれ、健康と人権のつながりは活動の分野を拡大する上で決定的に重要であると、考えられるようになってきている。これにともない、国際法の下に健康と住みよい暮らしへの課題への最終的な責任と説明責任は国家が負う、というアプローチが注目を集めている。
経済的、社会的及び文化的権利に関する国際規約（A規約）では、健康権は「達成できる最高水準の身体的精神的健康」であると説明されており、政府の義務は、健康の前提条件の整備と医療の提供の両方からなると理解される。
以下は、A規約で健康権を説明するとされる第十二条である。
1. この規約の締約国は、すべての者が到達可能な最高水準の身体及び精神の健康を享受する権利を有することを認める。
2. この規約の締約国が1の権利の完全な実現を達成するためにとる措置には、次のことに必要な措置を含む。
  1. 死産率及び幼児の死亡率を低下させるための並びに児童の健全な発育のための対策
  2. 環境衛生及び産業衛生のあらゆる状態の改善
  3. 伝染病、風土病、職業病その他の疾病の予防、治療及び抑圧
  4. 病気の場合にすべての者に医療及び看護を確保するような条件の創出

日本弁護士連合会は、健康権について、憲法の基本的人権に由来し、すべての国民に等しく全面的に保障され、なにびともこれを侵害することができないものであり、本来、国・地方公共団体、さらには医師・医療機関等に対し積極的にその保障を主張することのできる権利である、としている。

## 身の回りにある健康づくりの実例

路上禁煙条例などは代表的な健康づくりの一環といわれている

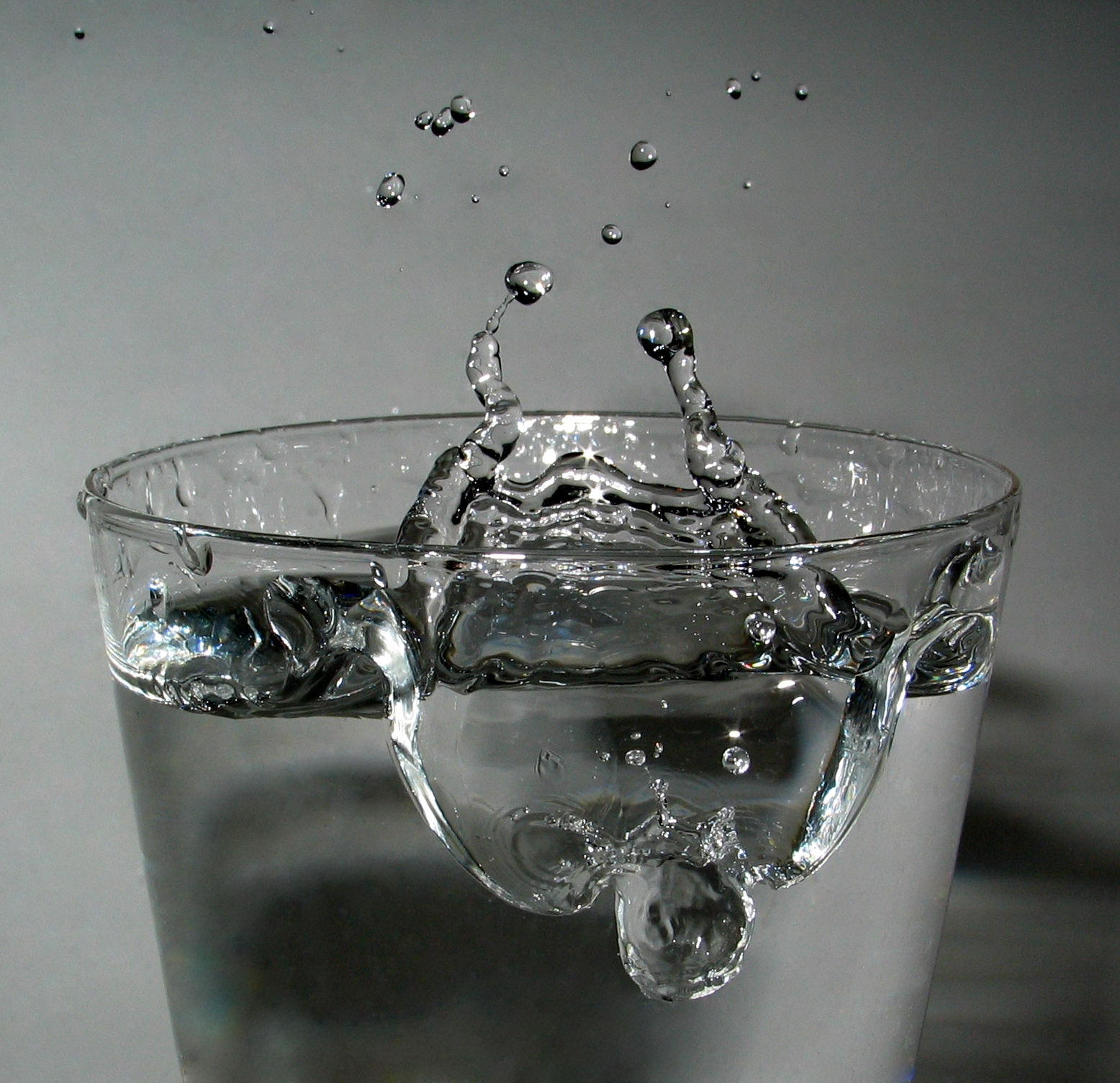
水不足への対策は、日本においても大きな課題である

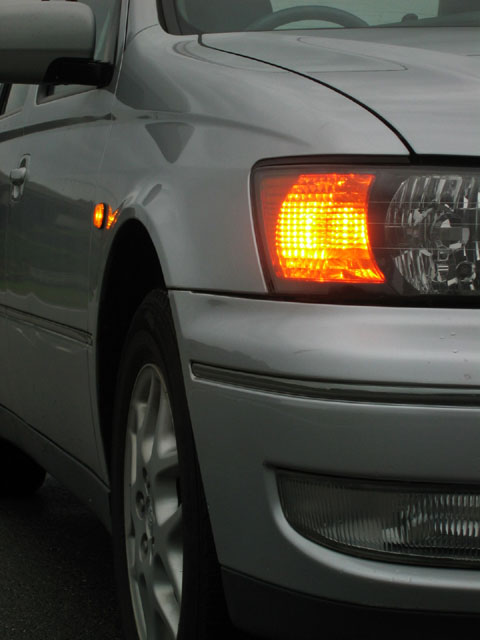
方向指示器も車社会では健康づくりの重要な一端を担っている

健康づくりのチャンスは、身の回りのいたるところに存在している。健康づくりの考え方が収束する以前から存在しているものであっても、それが健康づくりと関わっていると認識し、健康づくりと一元化して推進することも、健康づくりの重要な構成要素である。
たとえば、以下の要素は、それがない社会を思い浮かべると、いかに健康づくりに深く関わっているかを理解できよう。またいくつもの要素は複雑に交絡しており、単純にいずれかの規制を強めれば、健康づくりに役立つというものではない。ここに健康づくりの難しさ、そして挑戦があるといえるだろう。
政治平和、法の下の平等、人権の尊重・保護・履行、社会保障、富の再分配の効率（租税、公的扶助）、社会保険、社会的公正と公平
勤労雇用の創出と喪失、労働基準（産業医学）、職場の安全、職場の信頼関係、職務への不安
環境安定した環境、持続可能な開発、豊かな自然環境、清浄な空気、水源の確保、上水道・下水道の整備、ノーマライゼーション
生活様式大量消費、運動不足、喫煙による交流、高カロリーで繊維不足な食生活（生活様式ひとつとっても、個人の意思では変化に限界があることに注意せよ）、公園や運動競技場の利用機会、援助交際の拡大
教育識字、書写、計算、エンパワメントの獲得、公平な教育制度（ヘルス・リテラシー）、安全な教育現場、体罰の監視、喫煙教育、薬物乱用、学校フッ化物洗口
小児期適切な教育、児童虐待、薬物、事故、交通事故、いじめへの暴露（小児期における健康への影響は、個人のエンパワメント獲得前から生じており、かつ、その後の一生に影響をもたらすことに注意せよ）
薬物社会喫煙依存の蔓延、薬物乱用、薬物依存、薬物中毒
喫煙社会自動販売機の制限、年齢制限（二十歳未満ノ者ノ喫煙ノ禁止ニ関スル法律）、禁煙区域の設定、禁煙施設の設定、喫煙区域の設定、職場における禁煙運動の支援、たばこの規制に関する世界保健機関枠組条約（たばこ規制枠組条約）
地域社会住民同士の信頼、住民の交流する機会（祭や地域行事など）、ソーシャル・キャピタルの再形成
工業社会大気汚染、水質汚染、公害に対する規制
農業社会農薬の規制、農産物・畜産物の安定供給
車社会ガードレール、信号機、方向指示器、シートベルト、ヘルメット、安全基準、最高速度、エアバッグ、飲酒運転の抑止、ノーカーデーの普及、交通の整備
情報技術社会出会い系サイトの台頭、フィルタリング (有害サイトアクセス制限)の普及
飲酒社会自動販売機の制限、年齢制限（二十歳未満ノ者ノ飲酒ノ禁止ニ関スル法律）、（飲酒運転の抑止）
食品安全原料表示、トレーサビリティ (流通)、消費期限、外食産業の安全性、栄養のバランス、食品添加物の管理、輸入品の検疫
土木・建築建造物の強度、空調の整備、建材の安全、扉の安全、昇降機の安全、バリアフリー、ユニバーサルデザイン、アスベスト
医療健康の社会的決定要因の研究、公平な医療制度、医療資源の確保、エンデミック・エピデミック・パンデミックの管理と対策

## 政策からの挑戦

### 国際的取り組み
2005年（平成17年）2月27日に、たばこの規制に関する世界保健機関枠組条約（たばこ規制枠組条約）が発効した。これは、世界的には公衆衛生分野における初めての多数国間条約である。
2004年5月には、非伝染性疾病のもたらす世界的な脅威への世界的対策として、食事と運動、健康についての世界戦略が提唱されている。

### 日本
日本では、1989年に健康及び健康づくりに対する国民の意識を調査し、今後の施策の参考とするため、健康づくりに関する世論調査を行った。
2000年（平成12年）から健康日本21（21世紀における国民健康づくり運動）として、健康の具体的な数値目標が設定されている。また、2002年（平成14年）には国民保健の向上を図ることを目的として健康増進法が制定された。
また厚生労働省の庁舎内では、厚生労働省の職員の健康づくりと地球温暖化対策の観点から、庁舎内の移動に階段利用を促進する「階段利用キャンペーン」を実施している。
2005年には、国民が生涯にわたって健全な心身を培い、豊かな人間性を育むことを目的として食育基本法が採択された。

### カナダ
1974年に世界に先駆けてラロンド・レポートを作成し、また1986年に第1回健康づくり国際会議の主催国としても機能したカナダでは、カナダ公衆衛生機関がさまざまな角度から健康づくりを推進している。

### アメリカ合衆国
アメリカ合衆国では、アメリカ合衆国保健教育福祉省（1979年に保健福祉省と教育省に分割）が中心となりカナダのラロンド・レポート公開の5年後である1979年にヘルシー・ピープルという報告書を公開し、ヘルシー・ピープル2000という目標が設定された。
2000年11月には、21世紀の最初の10年のアメリカ合衆国のための健康目標であるヘルシー・ピープル2010が公開された。ヘルシー・ピープル2010はさまざまな人々、州、地域社会、専門組織、その他の人たちが、健康づくり計画を開発する助けとなるために利用されている。
ヘルシー・ピープル2010は1980-90年代に追求された構想に基づいている。1979年のアメリカ合衆国公衆衛生局長官の報告書であるヘルシー・ピープルとヘルシー・ピープル2000は、国家の健康目標を明確にし、州や地域社会における計画の基本として利用された。ヘルシー・ピープル2010は、幅広い協議を通じて発展し、優れた科学的知見に基づき設定され、健康づくり計画を評価するために設計されている。
その包括的な目標は、以下の2つである。
1. 健康的な生活の品質と期間の延長
ヘルシー・ピープル2010の第1の目標は、全ての世代の人々の余命の延長と生活の質の向上である
2. 健康格差の緩和
ヘルシー・ピープル2010の第2の目標は、国内におけるさまざま集団間の健康格差の緩和である

### イギリス
イギリスではOur Healthier NationとNational Planに健康づくりの考え方が取り入れられている。